# Numero di coordinazione (cristallografia)
In cristallografia, il termine numero di coordinazione viene utilizzato per indicare il numero di atomi direttamente adiacenti ad un singolo atomo, nell'ambito di una definita struttura cristallina.

Il numero di coordinazione in un reticolo non può superare il valore di 12: tale valore si ha per il reticolo cubico a facce centrate e il reticolo esagonale compatto, i quali non a caso presentano un valore di fattore di impacchettamento atomico pari a 0,74, che è il valore massimo ammissibile per reticoli formati da un solo tipo di atomi nel caso in cui gli atomi possano considerarsi sfere rigide.
Il numero di coordinazione di una struttura cristallina viene misurato attraverso diffrattometria a raggi X.

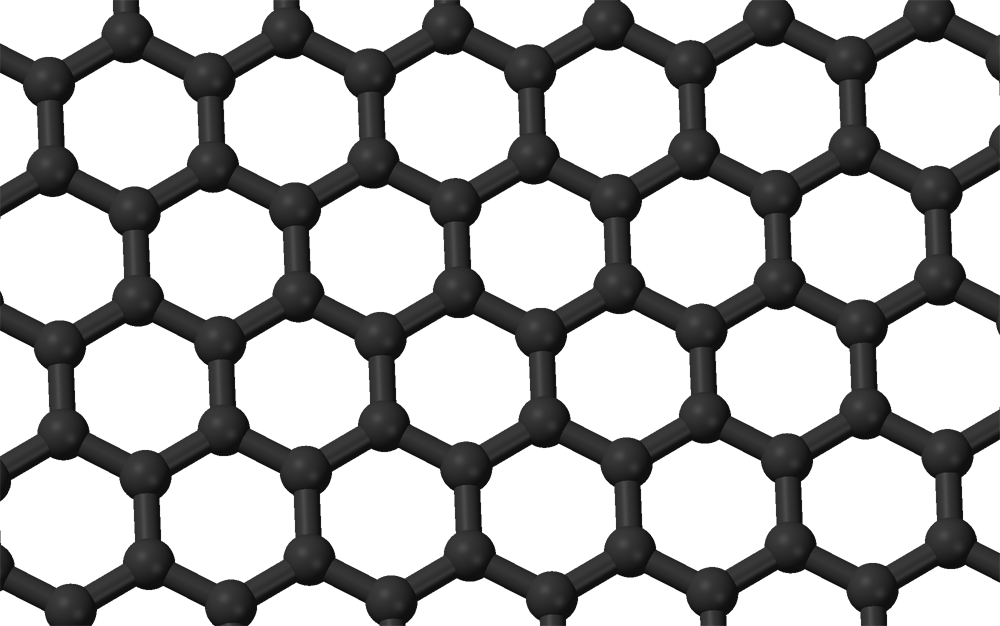
Una struttura cristallina con numero di coordinazione pari a 3 (grafite)
Un reticolo con numero di coordinazione pari a 6 (reticolo cubico semplice)
Un reticolo con numero di coordinazione pari a 8 (reticolo cubico a corpo centrato)
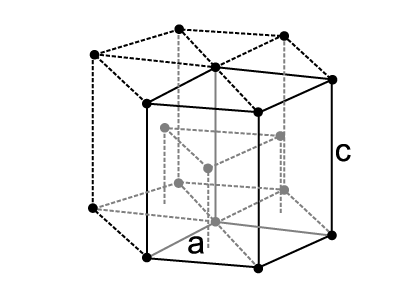
Un reticolo con numero di coordinazione pari a 12 (reticolo esagonale compatto)